# Günther Platter
Günther Platter (Zams, 7 giugno 1954) è un politico austriaco, governatore del Tirolo dal 2008 al 2022 e rieletto nelle elezioni del 2018.

## Biografia
Dopo aver concluso la formazione come tipografo presso la Tyrolia di Landeck e aver prestato servizio militare (1973-1974), nel 1976 Platter entra a far parte della Bundesgendarmerie, la gendarmeria federale austriaca, lavorando prima a Landeck e poi a Imst.

### Carriera politica
La carriera politica di Platter inizia nel 1986, anno in cui viene eletto consigliere comunale di Zams, comune del quale è sindaco dall'aprile 1989 al novembre 2000.
Dopo le elezioni parlamentari del 1994, dal 7 novembre Platter diviene deputato del Nationalrat (Consiglio nazionale), dimettendosi definitivamente dalla Bundesgendarmerie.
Diviene membro della Commissione agli affari interni e della Commissione per la difesa, nonché portavoce della ÖVP per il governo. Dal 1999 assume la carica di portavoce della ÖVP per la difesa, delegato presso l'Unione europea occidentale e la NATO e membro del consiglio nazionale di difesa.
Dal 1º luglio 2000 diviene sostituto Landesobmann (presidente regionale) della ÖVP tirolese.
Il 9 novembre 2000 diventa Landesrat (membro del governo del Land) per la scuola, lo sport, la cultura, il sostegno all'occupazione e la coscienza civica del governo tirolese, dimettendosi dalla carica di deputato del Nationalrat il 14 novembre.
Il 17 marzo 2001 diventa Landesobmann della sezione tirolese del Arbeiter- und Angestelltenbund, l'organizzazione di lavoratori affiliata alla ÖVP.
Nel 2002 Wendelin Weingartner, dopo essere stato per quasi dieci anni a capo del governo tirolese, si ritira dalla vita politica e Platter è tra i candidati alla successione, ma viene eletto Herwig van Staa, l'allora sindaco di Innsbruck.
Con le elezioni parlamentari del 2002, Platter diviene per la prima volta membro della Bundesregierung (governo federale). Durante il Governo Schüssel II ricopre la carica di ministro federale della difesa e, ad interim, ministro federale dell'interno, carica, quest'ultima, ricoperta anche durante il Governo Gusenbauer, fino alla sua elezione a governatore del Tirolo, quando viene sostituito da Maria Fekter.
Il 23 giugno 2008 è indicato dalla ÖVP tirolese come candidato alla carica di Landeshauptmann (governatore) Tirolo.